# Бигарело
Бигарѐло (на италиански: Bigarello, на местен диалект: Bigarel, Бигарел) е било община в Северна Италия, провинция Мантуа, регион Ломбардия.
Административен център на общината е било село Гадзо (Gazzo), което е разположено е на 23 m надморска височина.